# Pély, Heves
Pély  este un sat în districtul Heves, județul Heves, Ungaria, având o populație de 1.452 de locuitori (2011). 

## Demografie
Componența etnică a satului Pély
     Maghiari (86,44%)
     Romi (13,34%)
     Ruși (0,21%)
Componența confesională a satului Pély
     Romano-catolici (55,72%)
     Fără religie (14,53%)
     Reformați (2,07%)
     Necunoscută (27,41%)
     Greco-catolici (0,28%)
     Alte religii (0,48%)
Conform recensământului din 2011, satul Pély avea 1.452 de locuitori. Din punct de vedere etnic, majoritatea locuitorilor (86,44%) erau maghiari, cu o minoritate de romi (13,34%).  Din punct de vedere confesional, majoritatea locuitorilor (55,72%) erau romano-catolici, existând și minorități de persoane fără religie (14,53%) și reformați (2,07%). Pentru 27,41% din locuitori nu este cunoscută apartenența confesională.